# Duinencross 2015
De 45e editie van de Duinencross werd gehouden op 22 november 2015 in Koksijde. De wedstrijd maakte deel uit van de Wereldbeker veldrijden 2015-2016. De Belg Sven Nys wist, na zijn overwinning in de GP van Hasselt een dag eerder, na een spannende strijd met Wout van Aert de wedstrijd te winnen. Van Aert bleef wel leider in het Wereldbeker-klassement. Deze cross zag ook de terugkeer van wereldkampioen Mathieu van der Poel, nadat hij het begin van het seizoen moest missen door een val in de Ronde van de Toekomst en daaropvolgende aanhoudende knieproblemen.

## Mannen elite

### Verloop
Met de terugkeer van wereldkampioen Mathieu van der Poel werd een strijd tussen hem en Wout van Aert verwacht. In het begin van de cross leek dit scenario zich ook uit te gaan spelen: Van der Poel zette zich aan de kop van de koers en wist zelfs een gaatje te slaan op de rest van het veld. Even later kreeg hij gezelschap van Van Aert, Lars van der Haar en Laurens Sweeck. Ondertussen hadden Kevin Pauwels en Sven Nys hun start aardig gemist en moesten ze zich dus weer naar voren zien te rijden. Vooraan reed Van Aert zijn tegenstand eraf en later kwam alleen Nys nog maar aansluiten. Nadat Van Aert platreed leek het erop dat Nys een solo inzette om zijn dichtste tegenstander verder op afstand te rijden, maar hij hield toch in, waardoor Van Aert terug gemakkelijk kon komen. Gezamenlijk reden ze de laatste ronde in, waar Van Aert nog probeerde weg te rijden, maar Nys deze aanvallen goed kon pareren. In de laatste modderstrook voor de finishstraat kon Nys Van Aert inhalen en leek het op een sprint uit te draaien: na flink aanzetten van Nys brak Van Aert en reed Nys naar zijn vijftigste wereldbeker-zege.

### Uitslag
| Plaats  | Naam                 | Ploeg                         | Tijd     |
| ------- | -------------------- | ----------------------------- | -------- |
| Winnaar | Sven Nys             | Crelan-AA Drink               | 1u02'39" |
| 2       | Wout van Aert        | Vastgoedservice-Golden Palace | +4"      |
| 3       | Mathieu van der Poel | BKCP-Corendon                 | + 1'06"  |
| 4       | Lars van der Haar    | Giant-Alpecin                 | + 1'12"  |
| 5       | Laurens Sweeck       | ERA Real Estate-Murprotec     | + 1'19"  |
| 6       | Tom Meeusen          | Telenet-Fidea                 | + 1'31"  |
| 7       | Toon Aerts           | Telenet-Fidea                 | + 1'34"  |
| 8       | Kevin Pauwels        | Sunweb-Napoleon Games         | + 1'46"  |
| 9       | Corné van Kessel     | Telenet-Fidea                 | + 2'00"  |
| 10      | Julien Taramarcaz    | ERA Real Estate-Murprotec     | + 2'06"  |

| Pos. | Punten | Pos. | Punten |
| ---- | ------ | ---- | ------ |
| 1    | 200    | 27   | 33     |
| 2    | 160    | 28   | 32     |
| 3    | 140    | 29   | 31     |
| 4    | 120    | 30   | 30     |
| 5    | 110    | 31   | 29     |
| 6    | 100    | 32   | 28     |
| 7    | 90     | 33   | 27     |
| 8    | 80     | 34   | 26     |
| 9    | 70     | 35   | 25     |
| 10   | 60     | 36   | 24     |
| 11   | 58     | 37   | 23     |
| 12   | 56     | 38   | 22     |
| 13   | 54     | 39   | 21     |
| 14   | 52     | 40   | 20     |
| 15   | 50     | 41   | 19     |
| 16   | 48     | 42   | 18     |
| 17   | 46     | 43   | 17     |
| 18   | 44     | 44   | 16     |
| 19   | 42     | 45   | 15     |
| 20   | 40     | 46   | 14     |
| 21   | 39     | 47   | 13     |
| 22   | 38     | 48   | 12     |
| 23   | 37     | 49   | 11     |
| 24   | 36     | 50   | 10     |
| 25   | 35     | 51-  | 5      |
| 26   | 34     |      |        |

### Stand wereldbeker
Na 3 wedstrijden (Cross Vegas, Cauberg Cyclocross en Duinencross) was dit de stand voor de Wereldbeker:
| Plaats | Naam                   | Ploeg                         | Punten |
| ------ | ---------------------- | ----------------------------- | ------ |
| 1      | Wout van Aert          | Vastgoedservice-Golden Palace | 220    |
| 2      | Sven Nys               | Crelan-AA Drink               | 215    |
| 3      | Lars van der Haar      | Giant-Alpecin                 | 200    |
| 4      | Kevin Pauwels          | Sunweb-Napoleon Games         | 161    |
| 5      | Laurens Sweeck         | ERA Real Estate-Murprotec     | 145    |
| 6      | Julien Taramarcaz      | ERA Real Estate-Murprotec     | 137    |
| 7      | Corné van Kessel       | Telenet-Fidea                 | 136    |
| 8      | Michael Vanthourenhout | Sunweb-Napoleon Games         | 115    |
| 9      | Tom Meeusen            | Telenet-Fidea                 | 114    |
| 10     | Jens Adams             | Vastgoedservice-Golden Palace | 114    |

### Veranderingen
- Sven Nys stijgt naar de tweede plaats, ten koste van Lars van der Haar, en heeft slechts 5 punten achterstand op koploper Wout van Aert.
- Michael Vanthourenhout zakt door uitval van de vierde naar de achtste plaats, waardoor Kevin Pauwels stijgt van vijf naar vier.
- Laurens Sweeck stijgt van acht naar vijf en gaat hiermee Julien Taramarcaz en Corné van Kessel voorbij.
- Tom Meeusen komt de top tien binnen vanaf de veertiende plaats op de negende plek, Diether Sweeck valt hiermee uit de top tien weg.
- Jens Adams volmaakt de top tien en daalt van negen naar tien.

1969 · 
1970 · 
1971 · 
1972 · 
1937 · 
1974 · 
1975 · 
1976 · 
1977 · 
1978 · 
1979 · 
1980 · 
1981 · 
1982 · 
1983 · 
1984 · 
1985 · 
1986 · 
1987 · 
1988 · 
1989 · 
1990 · 
1991 · 
1992 · 
1993 · 
1994 · 
1996 · 
1997 · 
1998 · 
1999 · 
2000 · 
2001 · 
2002 · 
2003 ·
2004 · 
2005 · 
2006 · 
2007 · 
2008 · 
2009 ·
2010 · 
2011 · 
2012 · 
2013 · 
2014 · 
2015 · 
2016 · 
2017 · 
2018 · 
2019 · 
2020 · 
2021 · 
2022 · 
2023 · 
2024 ·
2025
 Cross Vegas · 
 Cauberg Cyclocross · 
 Duinencross · 
 Citadelcross · 
 GP Eric De Vlaeminck · 
 Lignières-en-Berry Cyclo-cross · 
 GP Adrie van der Poel